# Studio Bind
Studio Bind Inc. (jap. 株式会社スタジオバインド, Kabushiki-gaisha Sutajio Baindo) ist eine japanische Filmproduktionsgesellschaft, hauptsächlich für Anime.

## Geschichte
Das Unternehmen wurde November 2018 als Joint Venture zwischen den Animationsstudios White Fox und Egg Firm gegründet. Die erste Auftrag des Studios war der Anime Karakuri Circus für die Folgen 22 und 31. 2021 produzierte das Studio den Anime Mushoku Tensei. Danach produzierte das Studio 2023 den Anime Onimai: I'm Now Your Sister!.

## Produktionen

### Serien
- 2021: Mushoku Tensei[3]
- 2023: Onimai: I'm Now Your Sister![4]
- 2025: Hana no Asura[5]
- 2025: Ruri no Hōseki[6]

### OVA
- 2022: Mushoku Tensei[7]